# Petri TTL

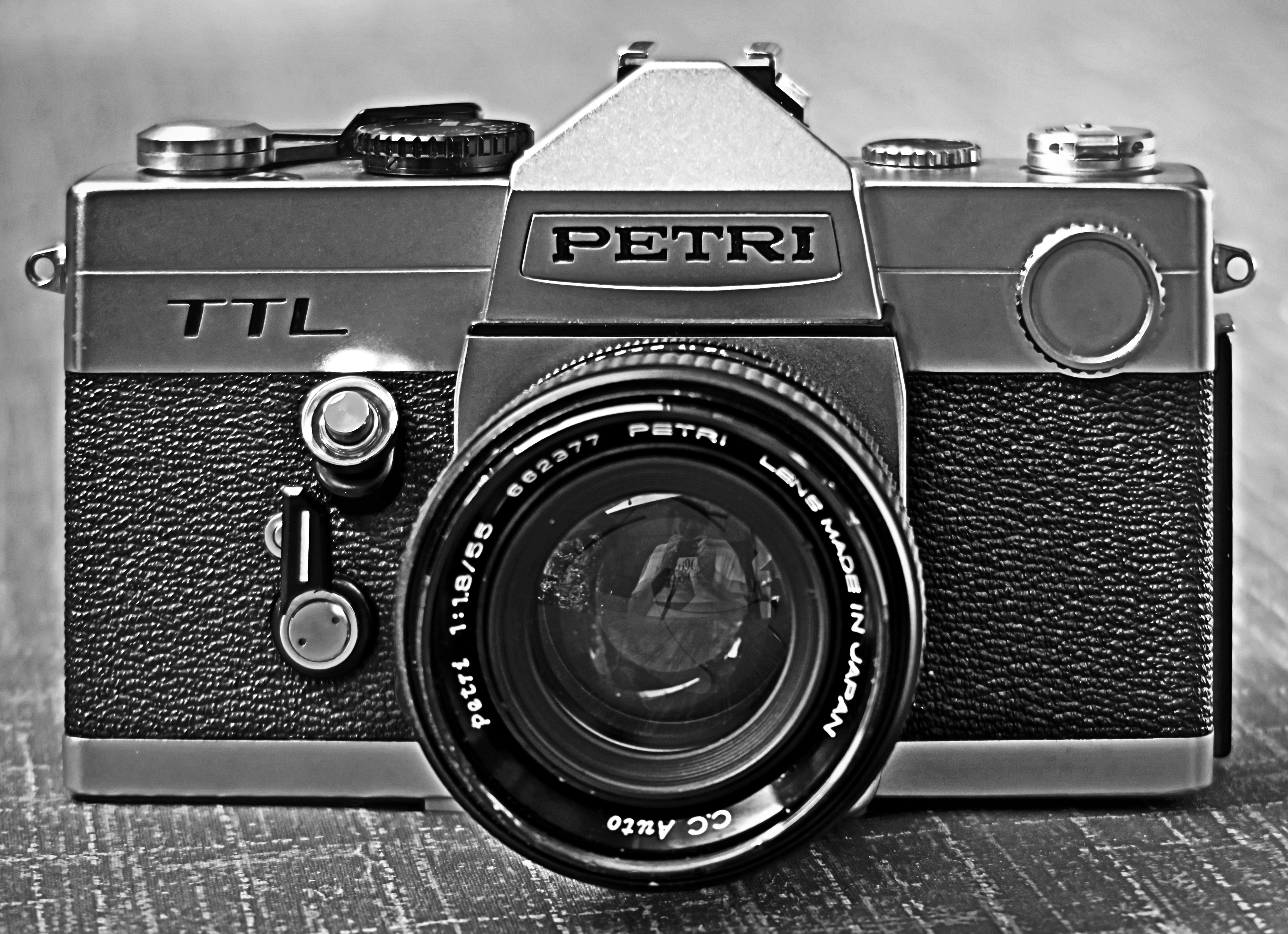
Petri TTL

Die Petri TTL ist eine 35-mm-Spiegelreflexkamera des japanischen Herstellers Petri Camera Company (urspr. Kuribayashi), die 1977 ihren Geschäftsbetrieb aufgeben musste. Der Firmenname wurde verkauft. Die Kleinbildkamera belichtet Kleinbildpatronen des Typs 135 im Bildformat von 24 mm × 36 mm. Sie kam im Jahr 1974 auf den Markt. Einschließlich des 50-mm-Standardobjektivs wiegt die Kamera knapp 700 Gramm. Aus dem Kameranamen ist das Verfahren der Belichtungsmessung zu entnehmen. Die Abkürzung TTL steht für englisch Through the Lens (Belichtungsmessung durch das Objektiv).